# 14-й повітряний корпус (Третій Рейх)
14-й повітряний корпус (нім. XIV. Fliegerkorps) — авіаційний корпус Люфтваффе за часів Другої світової війни.

## Історія
14-й повітряний корпус сформований 30 квітня 1943 року у місті Тутов, і об'єднував основні транспортні авіаційні частини того часу. У січні 1944 року корпус переформований на управління генерал-інспектора транспортної авіації Люфтваффе (нім. General der Transportflieger).

## Командування

### Командири
- Генерал авіації Йоахім Колер (нім. Joachim Coeler) (30 квітня 1943 — 29 серпня 1944).